# Iryna Tsyrkevich
Iryna Tsyrkevich –en bielorruso, Ірына Цыркевіч– (6 de octubre de 1986) es una deportista bielorrusa que compitió en lucha libre. Ganó tres medallas de bronce en el Campeonato Europeo de Lucha entre los años 2006 y 2010.

## Palmarés internacional
| Campeonato Europeo | Campeonato Europeo | Campeonato Europeo | Campeonato Europeo |
| Año                | Lugar              | Medalla            | Categoría          |
| ------------------ | ------------------ | ------------------ | ------------------ |
| 2006               | Moscú (Rusia)      | Medalla de bronce  | 67 kg              |
| 2007               | Sofía (Bulgaria)   | Medalla de bronce  | 67 kg              |
| 2010               | Bakú (Azerbaiyán)  | Medalla de bronce  | 67 kg              |